# Campionato svizzero di beach soccer
Il campionato svizzero di beach soccer è posto sotto l'egida dell'Associazione Svizzera di Football ed è suddiviso in leghe. La Suzuki Beachsoccer Premier-League è il massimo campionato di beach soccer della Svizzera per importanza ed è seguito per gerarchia dalla Suzuki Beachsoccer Challenge-League.

## Storia
Il campionato nazionale è iniziato nella stagione 2006-2007.

## Divisioni
- Suzuki Beachsoccer Premier-League
- Suzuki Beachsoccer Challenge-League

Riassumendo, il campionato è così schematizzato:
| Livello           | Divisione                                     | Divisione                                     | Divisione                                     | Divisione                                     | Divisione                                     | Divisione                                     |
| ----------------- | --------------------------------------------- | --------------------------------------------- | --------------------------------------------- | --------------------------------------------- | --------------------------------------------- | --------------------------------------------- |
| 1 Lega amatoriale | Suzuki Beachsoccer Premier-League 11 squadre  | Suzuki Beachsoccer Premier-League 11 squadre  | Suzuki Beachsoccer Premier-League 11 squadre  | Suzuki Beachsoccer Premier-League 11 squadre  | Suzuki Beachsoccer Premier-League 11 squadre  | Suzuki Beachsoccer Premier-League 11 squadre  |
| 2 Lega amatoriale | Suzuki Beachsoccer Challenge-League 9 squadre | Suzuki Beachsoccer Challenge-League 9 squadre | Suzuki Beachsoccer Challenge-League 9 squadre | Suzuki Beachsoccer Challenge-League 9 squadre | Suzuki Beachsoccer Challenge-League 9 squadre | Suzuki Beachsoccer Challenge-League 9 squadre |

## Evoluzione del campionato svizzero
|            | 2006 - 2010      | 2010 - 2011                 | 2011 - 2014                      | dal 2014                            |
| ---------- | ---------------- | --------------------------- | -------------------------------- | ----------------------------------- |
| I livello  | Lega Nazionale A | Swiss Beach Soccer League A | Suzuki Swiss Beach Soccer League | Suzuki Beachsoccer Premier-League   |
| II livello |                  | Swiss Beach Soccer League B | Swiss Beach Soccer Summer League | Suzuki Beachsoccer Challenge-League |